# Nogometna zveza Slovenije
Der Nogometna zveza Slovenije (deutsch Fußballverband von Slowenien, abgekürzt: NZS) ist der nationale Fußballverband von Slowenien und damit der Dachverband aller slowenischen Fußballvereine. Er ist seit 1992 Mitglied der FIFA und der UEFA. Der Fußballverband von Slowenien organisiert die drei höchsten Ligen des Landes (1.–3. SNL) sowie den Slowenischen Fußballpokal. Darüber hinaus ist der NZS verantwortlich für die Nationalmannschaften der Männer und Frauen sowie ihrer jeweiligen Nachwuchsabteilungen. Sein Sitz befindet sich in der Stadt Kranj.

## UEFA-Fünfjahreswertung
Platzierung in der UEFA-Fünfjahreswertung:
(in Klammern die Vorjahresplatzierung). Die Kürzel CL, EL und CO hinter den Länderkoeffizienten geben die Anzahl der Vertreter in der Saison 2026/27 der Champions League, der Europa League sowie der Conference League an.
- 26.  (22)  Russland (Liga, Pokal) – Koeffizient: 22.632 – (CL: 1, EL: 1, CO: 2) – suspendiert
- 27.  (29)  Slowakei (Liga, Pokal) – Koeffizient: 21.250 – CL: 1, EL: 1, CO: 2
- 28.  (30)  Slowenien (Liga, Pokal) – Koeffizient: 30.343 – CL: 1, EL: 1, CO: 2
- 29.  (27)  Bulgarien (Liga, Pokal) – Koeffizient: 19.875 – CL: 1, EL: 1, CO: 2
- 30.  (28)  Aserbaidschan (Liga, Pokal) – Koeffizient: 19.625 – CL: 1, EL: 1, CO: 2

Stand: Ende der Europapokalsaison 2024/25